# Lutocin (village)
Pour les articles homonymes, voir Lutocin.
Lutocin (prononciation : [luˈtɔt͡ɕin]) est un village polonais de la gmina de Lutocin dans le powiat de Żuromin de la voïvodie de Mazovie dans le centre-est de la Pologne.
Il est le siège administratif de la gmina (district administratif) appelée gmina de Lutocin.
Il se situe à environ 13 kilomètres au sud-ouest de Żuromin (siège du powiat) et à 120 kilomètres au nord-ouest de Varsovie (capitale de la Pologne).
Le village compte une population de 831 habitants en 2009.

## Histoire
De 1975 à 1998, le village appartenait administrativement à la voïvodie de Ciechanów.